# Moët & Chandon
Die Kellerei Moët & Chandon [moˌɛt‿e ʃɑ̃ˈdɔ̃] (Moèt et Chandon, auch kurz Moët) ist ein 1743 von Claude Moët gegründeter Hersteller und Marktführer für Champagner und Markenname für das Produkt. Das Unternehmen ist seit seiner Gründung im französischen Épernay ansässig und gehört seit 1987 zum Luxusgüterkonzern LVMH.

## Marke und Geschichte

### Gründung

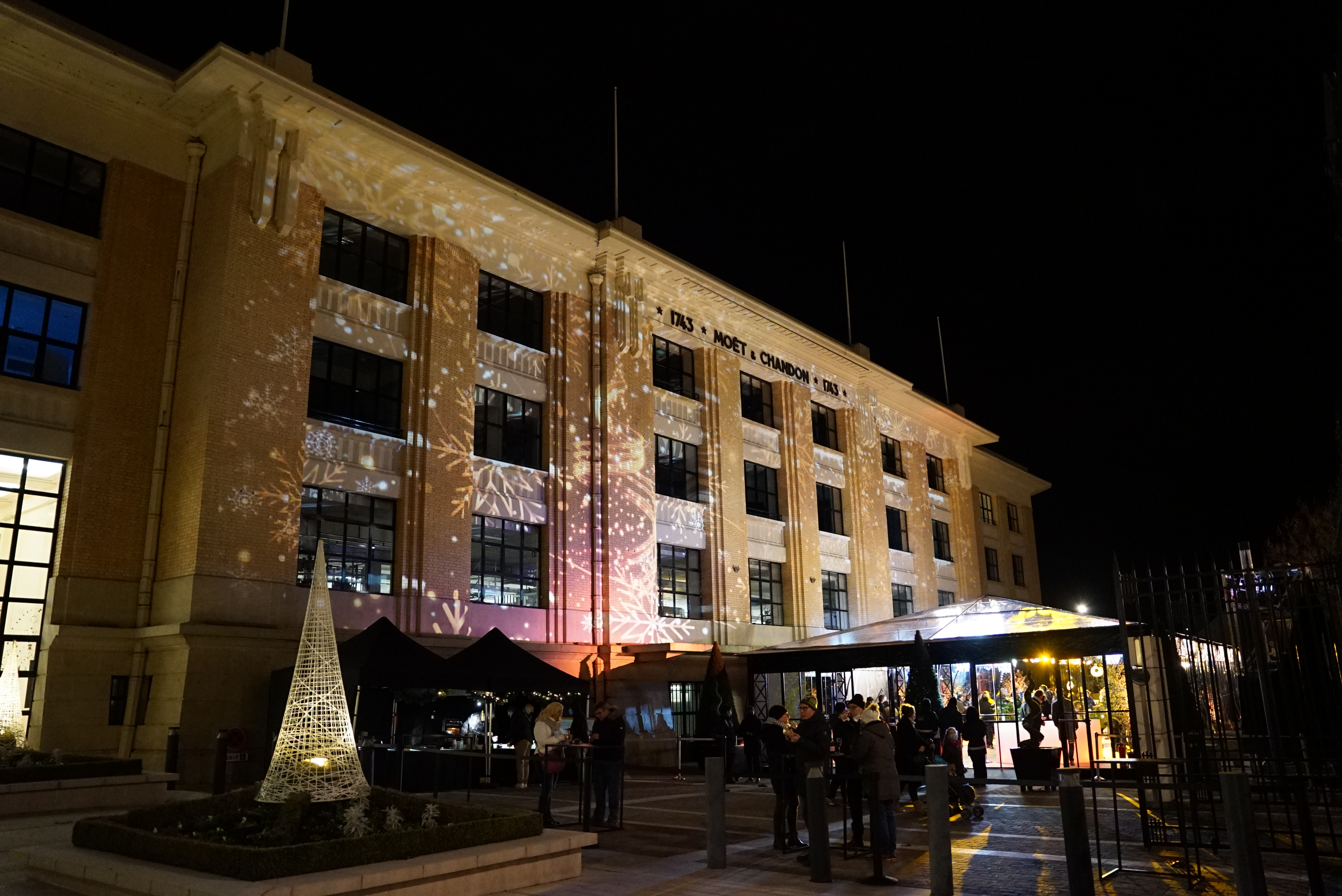
Hauptsitz in Épernay in Frankreich

Inserat von Moët & Chandon (1901)

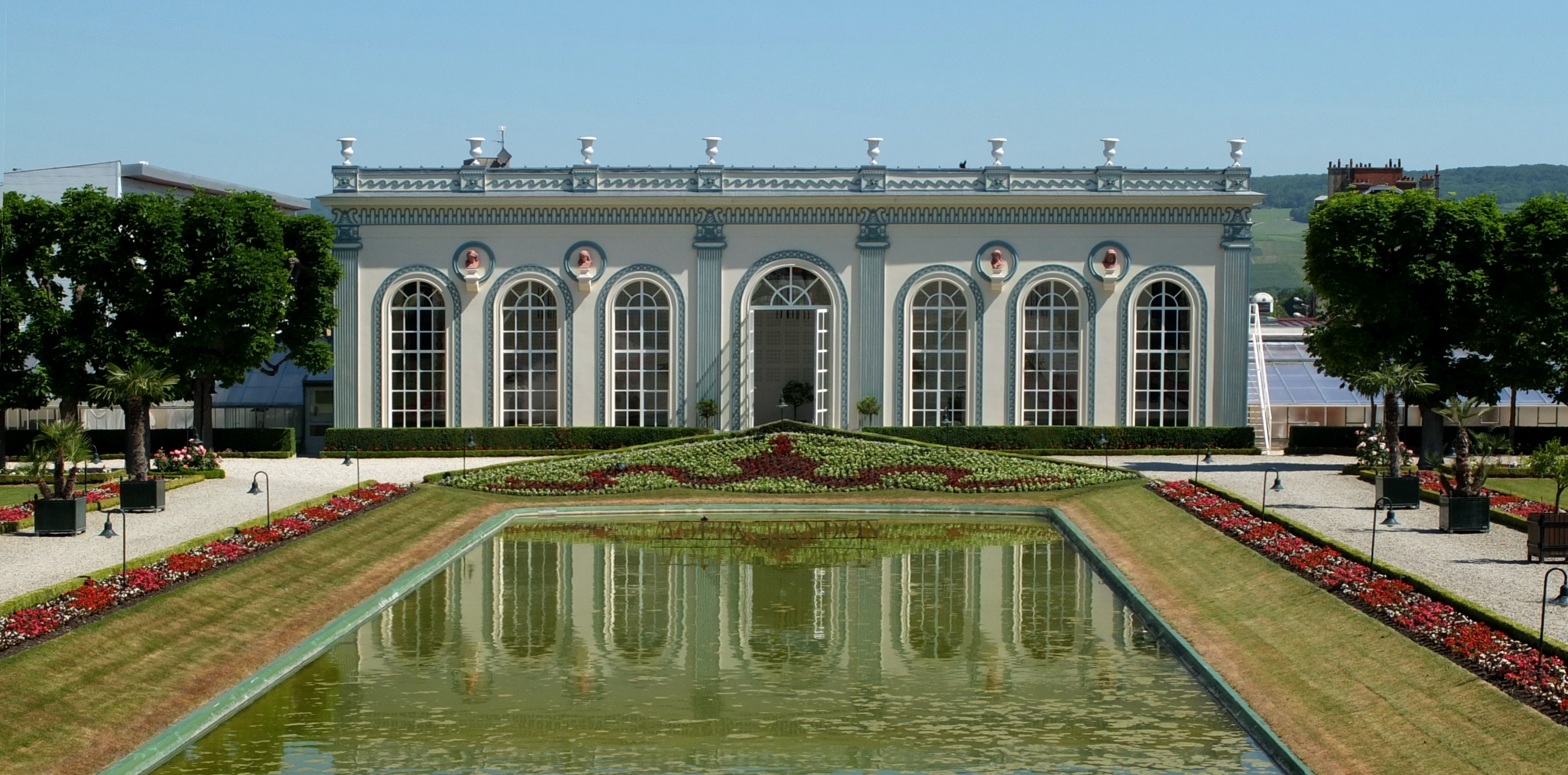
Die Orangerie in Épernay

Die Unternehmensgeschichte geht bis auf das Jahr 1742 zurück, als Claude Moët (1683–1760) begann, Wein aus der Champagne nach Paris zu exportieren. Im Jahr 1794 kaufte Jean-Remy Moët (1758–1841) das ehemalige Kloster Hautvillers, in dem der Mönch Dom Pérignon die Produktionstechniken für Champagner verfeinert hatte, und Moët begann schon bald, diesen in andere europäische Länder und in die Vereinigten Staaten zu exportieren. Jean-Remy Moët lernte bereits 1781 Napoleon Bonaparte kennen, als dieser die Militärschule von Brienne-le-Château in der Champagne besuchte, und schloss Freundschaft mit dem damals unbekannten korsischen Internatszögling, der selbst aus einer Familie von Weinbauern stammte. Während seiner späteren Feldzüge führte Napoleon stets einen Vorrat von Moëts Champagner mit, und er plante seine Reisen so, dass er regelmäßig auf der Durchreise nach Epernay kommen und seinen Freund Moët besuchen konnte. Das Zeitalter der napoleonischen Kriege machte den Champagner – insbesondere Napoleons bevorzugte Marke Moët – europaweit bekannt.

### 19. Jahrhundert
1833 erweiterte Moët den Firmennamen um den Namen „Chandon“, als er die Hälfte des Unternehmens an seinen Sohn Victor Moët und seinen Schwiegersohn Pierre-Gabriel Chandon de Briailles übergab. Moët & Chandon war k.u.k. Hof- und Kammerlieferant und königlicher englischer Hoflieferant. Nach der Einführung des Vintage-Champagner-Konzeptes stellte die Firma 1842 ihren ersten Vintage her. Ihre meistverkaufte und populärste Marke Brut Impérial wurde in den 1860ern eingeführt. 1879 kaufte Moët & Chandon Marne Valley und vergrößerte seine Firma. Kurz darauf kamen pikantere Aromen aus Cramant, Le Mesnil, Bouzy, Ay, Verzenay hinzu. Zu dieser Zeit arbeiteten rund 2000 Angestellte für Moët & Chandon. Der Verkaufsbericht von 1872 zeigt 2 Millionen verkaufte Flaschen. 1880 wurden 2,5 Millionen Flaschen verkauft. Um die Jahrhundertwende wurde Moët & Chandon in den USA von George Kessler vertreten. In dieser Zeit kam es zum weltweit Aufmerksamkeit erregenden Champagnerkrieg.

### 20. Jahrhundert
In den 1950er Jahren wurde Robert-Jean de Vogüé, ein prominenter Weinkritiker, Chef des Hauses. 1963 übernahm Moët & Chandon das traditionsreiche Haus Ruinart, und 1971 wurde der vor allem auf dem französischen Markt aktive Erzeuger Mercier gekauft. Im gleichen Jahr erfolgte die Fusion mit dem Cognacproduzenten Hennessy. Im Jahre 1987 schloss sich Moët Hennessy dann mit Louis Vuitton zum Luxusgüterkonzern LVMH (Louis Vuitton Moët Hennessy) zusammen. Der Partner brachte das Haus Veuve Clicquot mit in die Ehe. Ende der 1990er Jahre wurde dann noch das kleine, aber exklusive Haus Krug erworben.

### 21. Jahrhundert
Moët ist seit vielen Jahren Marktführer im Champagnerverkauf. Im Jahr 2007 betrug der Gesamtabsatz der LVMH-Gruppe 62,2 Millionen Flaschen, das waren 18 % der gesamten Produktion der Champagne. Im Gastronomiebereich wird Moët am häufigsten verwendet. Zum Weingut gehören um die 1150 Hektar Rebfläche in der Champagne. Diese verteilt sich auf ca. 200 Weinbaugemeinden. 50 % der Anbaufläche sind als Grand Cru, 25 % als Premier Crus gekennzeichnet. Moët & Chandon besitzt außerdem die ausgedehntesten Kreidekeller in Épernay. Ihre Gänge erstrecken sich über etwa 28 km und sind damit die größten in der gesamten Champagne. Sie besitzen eigene „Straßenbezeichnungen“. Die ältesten Lagerflächen in diesem Keller gehen auf das Gründungsjahr 1743 zurück.

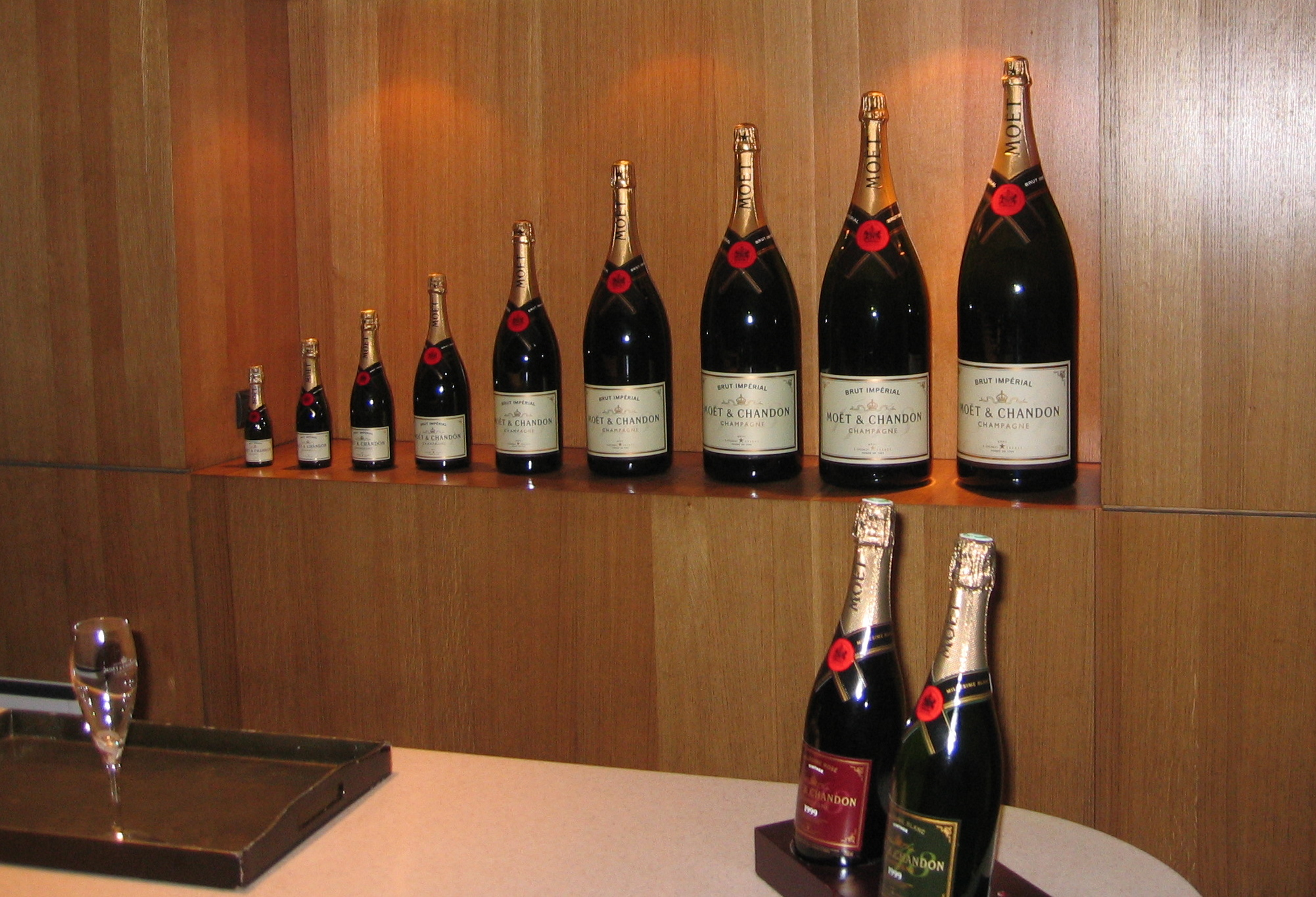
Flaschengrößen des Herstellers

Die jüngste Kellerei befindet sich in Montaigu (Oiry) bei Épernay. Das Haus Moët & Chandon baute die neuen Kellereigebäude 120 Meter lang und 50 Meter breit zur Herstellung von Champagner. Diese Betriebsstätte ergänzt etwa 25 Prozent Produktionskapazität der historischen Stätten. Moët & Chandon investierte mehr als 10 Millionen Euro für diese einzige Kellerei für 100.000 hl.

### Dom Pérignon
Dom Pérignon [dɔ̃ peʁiɲɔ̃] ist eine Champagnermarke von Moët & Chandon. Der Name stammt von dem gleichnamigen Mönch. Der Champagner wird normalerweise als Cuvée aus den Rebsorten Chardonnay und Spätburgunder angeboten, in guten Jahrgängen wird auch eine höherwertige Vintage produziert. Angeboten wird er als Weißwein und als seltenerer Roséwein. Eine wesentlich längere Lagerung erhält der degorgierte und als „Dom Pérignon Oenothèque“ verkaufte Champagner. Jedoch wird er nur in ausgewählten Jahren produziert und lange gereift.

## Kultur
Moët & Chandon wird in den Songs Drop It Like It's Hot von Snoop Dogg, Killer Queen von Queen, N.Y. State of Mind und Represent von Nas sowie Juicy und Everyday Struggle von The Notorious B.I.G., Pourquoi je suis là von IAM und Seven Days von Craig David erwähnt. Dom Perignon kommt im Billy-Joel-Lied Big Shot vor. In Briefe in die chinesische Vergangenheit von Herbert Rosendorfer ist Moët & Chandon das Lieblingsgetränk des Protagonisten Kao'tai, der es zum chinesischen „Mo'te shang dong“ verballhornt. Zudem widmet Morgenshtern seine Liebe zu Moët in dem Song "Cristal & MOËT", indem er immer davon geträumt hat, und nun es sich durch seinen Erfolg zur Wahrheit macht.

## Sponsoring
Seit dem 30. November 2012 ist der Tennisspieler Roger Federer als Repräsentant der Marke eingesetzt.
Von September 2015 bis 2019 war Moët & Chandon Sponsor des McLaren Honda F1 Teams.
Zwischen 1966 und 2020 kam der bei den Siegerehrungen der Formel 1 verwendete Champagner von Chandon, 2021 bis 2024 unterbrochen durch Ferrari Trento. 2025 ist wieder Chandon in Gebrauch.